# Aleksander Dorian
Aleksander Dorian (właśc. Aleksander Witold Sienkiewicz, ur. 16 czerwca 1903 w Kazimierzu nad Wisłą, zm. 23 stycznia 1982 w Rio de Janeiro) – polski autor piosenek, muzyk i pianista.
Studiował w konserwatorium w Tbilisi oraz w Państwowym Konserwatorium Muzycznym w Warszawie. Występował pod pseudonimem scenicznym „Aleksander Dorian”. Pracował jako akompaniator, tworzył teksty piosenek, wspólnie z braćmi założył zespół „Orkiestra Braci Dorian”. Był nauczycielem w Konserwatorium Klindwortha–Scharwenki w Berlinie. W 1927 wydał w Deutsche Grammophon płytę z muzyką Gounoda i Liszta.
Według różnych źródeł w 1939 lub w 1947 wyjechał do Brazylii, gdzie był dyrygentem w orkiestrze państwowej i prowadził szkołę muzyczną. W 1957 zorganizował pierwszy Międzynarodowy Konkurs Pianistyczny w Rio de Janeiro.